# أريكيس الثاني من بينيفينتو
أريكيس الثاني (توفي 26 أغسطس 787) كان دوق (ولاحقًا أمير) بينيفينتو في جنوب إيطاليا من 758 وحتى وفاته.